# Robert Sarah
Robert Sarah (født 15. juni 1945) er en guineansk katolsk prælat, der fungerede som præfekt for Kongregationen for Gudstjeneste og Sakramenternes Disciplin fra 23. november 2014 til 20. februar 2021. Han fungerede tidligere som sekretær for Kongregationen for Folkenes Evangelisering under pave Johannes Paul II og præsident for Det Pavelige Råd Cor Unum under pave Benedikt XVI. Han blev udnævnt til kardinal i 2010.